# East Harptree
East Harptree is een civil parish in het bestuurlijke gebied Bath and North East Somerset, in het Engelse graafschap Somerset met 644 inwoners.